# Yuan Lee
Yuan Tseh Lee (Chinees: 李遠哲, Hanyu pinyin: Lǐ Yuǎnzhé) (Hsinchu, 19 november 1936) is een Taiwanees scheikundige. Hij ontving de Nobelprijs voor Scheikunde in 1986 samen met Dudley Herschbach en John Polanyi voor hun bijdragen op het gebied van de dynamica van elementaire chemische processen.

## Biografie
Lee werd geboren in Hsinchu in Noord-Taiwan toen het land tijdens de Tweede Wereldoorlog onder Japans bewind stond, als zoon van Li Tze-fan en Ts'ai P'ei. Zijn vader was kunstenaar en kunstdocent; zijn moeder onderwijzeres. Hij studeerde aan de Nationale Universiteit van Taiwan (bachelor in 1959) en de Nationale Tsing Hau-universiteit (master in 1961) alvorens hij naar de Verenigde Staten ging waar hij in 1965 promoveerde aan de Universiteit van Californië - Berkeley.
Van 1967 tot 1968 was hij postdoc-student aan de Harvard-universiteit waar hij samenwerkte met Dudley Herschbach. Gezamenlijk deden ze onderzoek naar reacties tussen waterstofatomen en diatomische alkali-moleculen en ontwikkelden ze de moleculaire-bundeltechniek. Na zijn postdoc-jaar met Herschbach ging Lee naar de Universiteit van Chicago voordat hij in 1974 terugkeerde naar de Berkeley als hoogleraar scheikunde en onderzoeker aan het Lawrence Berkeley National Laboratory (BNL). Datzelfde jaar, 1974, verkreeg Lee het Amerikaanse staatsburgerschap. Momenteel is Lee Professor Emeritus aan de Universiteit van Californië.
Lee is getrouwd met Bernice Wu Chin-Li, die hij kende vanaf de basisschool. Ze hebben drie kinderen: Ted, Sidney en Charlotte.

## Politieke rol
In 1994 deed hij afstand van zijn Amerikaanse paspoort en keerde hij terug naar zijn geboorteland. Zijn doel was om zijn aanzienlijke invloed en prestige als Nobellaureaat te gebruiken om het leven van het Taiwaneese volk te verbeteren. Hij nam het voorzitterschap op van de Academia Sinica en raakte betrokken bij verschillende academische en politieke zaken.